# Trifenilmetano
El trifenilmetano (o tritano) es un sólido incoloro que presenta tres grupos fenilo y un átomo de hidrógeno unidos a un átomo de carbono. Derivados de esta estructura se encuentran en el centro de numerosos colorantes.

## Datos fisicoquímicos
Fórmula: H-C(C6H5)3  =  C19H16
Masa molecular:244,33 g/mol
Punto de fusión:  92 - 94 °C
Punto de ebullición: 358 - 359 °C
Densidad: 1.014 g/ml (25 °C)
N.º CAS: 519-73-3

## Síntesis
La síntesis del trifenilmetano puede realizarse mediante alquilación de Friedel-Crafts a partir de benceno y cloroformo en presencia de tricloruro de aluminio como catalizador.
Sin embargo el rendimiento es mayor si en vez de cloroformo se utiliza dicloruro de bencilideno (C6H5CHCl2; accesible a partir de benzaldehído y pentacloruro de fósforo).

## Reactividad
El hidrógeno sobre el carbono central del trifenilmetano se puede quitar fácilmente tanto en forma de hidruro como en forma de protón ya que el ion correspondiete es estabilizado por mesomería con posibilidad de pasar la carga a los anillos fenílicos. Este efecto es aún más fuerte en los sistemas que llevan sustituyentes +M o -M (que tienen efecto electrodador o electroatractor por mesomería) en posición orto o para.
También el radical de trifenilmetil es estabilizado por el mismo efecto y se trata del primer radical orgánico estable descrito. No se suele obtener a partir del mismo trifenilmetano sino por reducción del cloruro correspondiente con sodio metal. La dimerización es impedida además por efectos estéricos de repulsión entre los grupos fenilo. En el dímero formado al almacenar el radical en disolución una unidad se une a través del carbono central a un anillo fenílico de la otra molécula con pérdida de la aromaticidad del anillo afectado.

## Aplicaciones
El propio trifenilmetano no tiene aplicaciones destacadas pero la estructura se encuentra en muchos colorantes como la fenolftaleína, el verde de malaquita etc.